# 马丁娜·特雷
马丁娜·特雷·马蒂（西班牙語：Martina Terré Martí，2002年8月28日—），西班牙女子水球运动员。她曾代表西班牙国家队参加2024年夏季奥林匹克运动会女子水球比赛，获得一枚金牌。